# Santuario della Madonna Bianca
Il santuario della Madonna Bianca - già chiesa di San Lorenzo - è un edificio religioso cattolico situato nel comune di Portovenere, tra via della Chiesa e piazza San Lorenzo, in provincia della Spezia. La chiesa, situata in posizione dominante il centro storico e vicino al castello Doria, è sede della parrocchia dei Santi Lorenzo martire e Pietro apostolo del vicariato della Spezia I della diocesi della Spezia-Sarzana-Brugnato.
La Madonna Bianca, così chiamata secondo la tradizione locale in seguito a un evento miracoloso che sarebbe avvenuto nel 1399, viene festeggiata solennemente il 17 agosto, ed è patrona della comunità di Portovenere.

## Storia

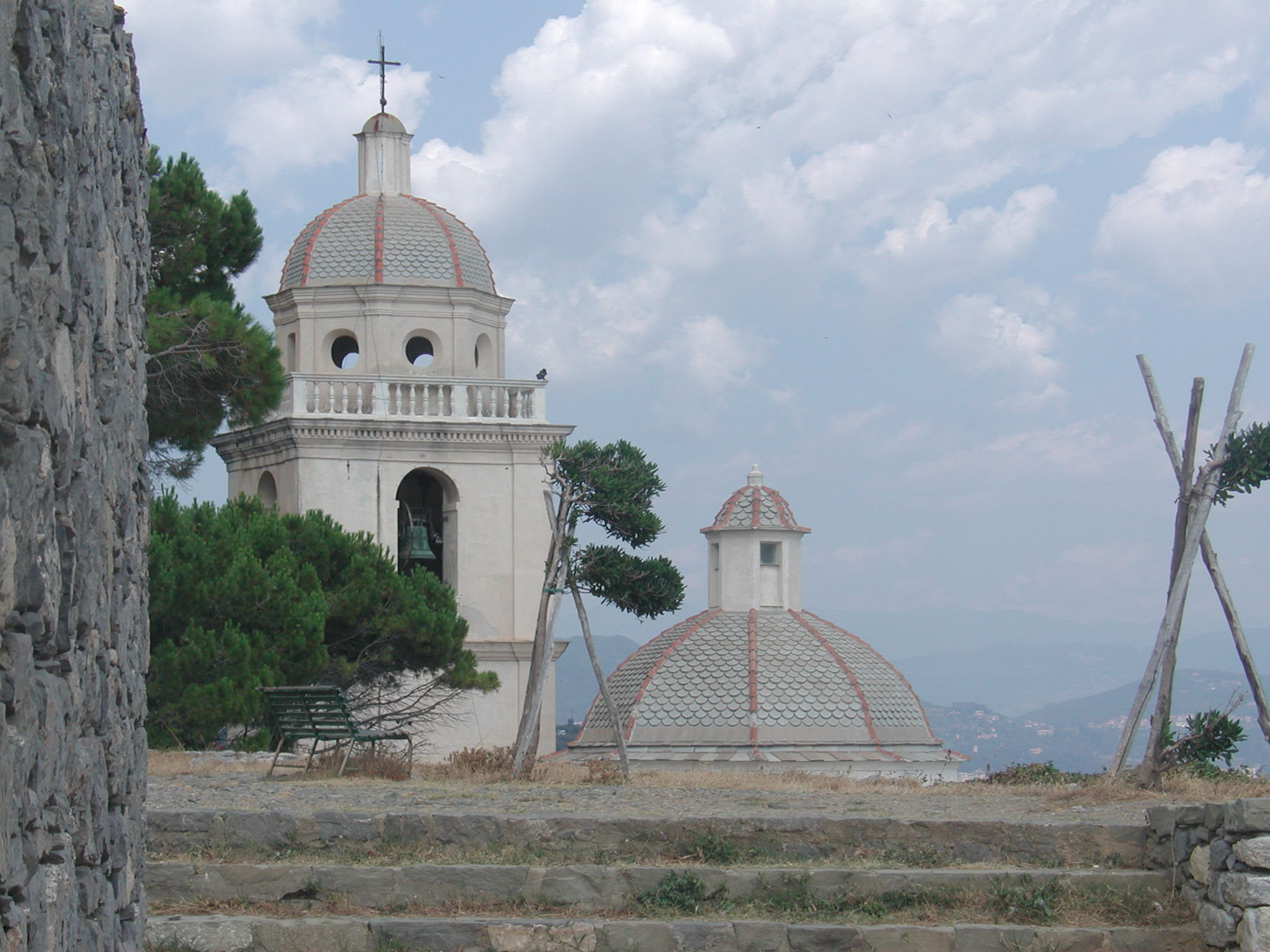
Il campanile e la cupola
XVI secolo

La chiesa fu eretta in stile romanico dai magistri Antelami a partire dal 1098 per decisione della Colonia Ianuensis di Portovenere e per questa ragione riprende nell'intitolazione quella della cattedrale di Genova. Sorge nel luogo dove probabilmente in antichità era un tempio dedicato a Giove.
La chiesa fu consacrata nel 1130 da papa Innocenzo II. Alla fine del XIV secolo ereditò il titolo parrocchiale dalla chiesa di San Pietro.
Nel 1340 nel borgo di Portovenere si sviluppò un violento incendio che danneggiò anche la chiesa e che fu successivamente restaurata con elementi in stile gotico.
Nel luglio del 1494, nel corso della battaglia di Portovenere, il tempio venne parzialmente distrutto dalle artiglierie della flotta aragonese e si resero necessari ingenti lavori di restauro tra il 1494 e il 1582. Gli interventi, ormai ispirati ai nuovi precetti rinascimentali, operarono un'ardita sostituzione in loco delle antiche colonne portanti in marmo portoro con altre in marmo bianco. Fu anche demolita la torre nolare del presbiterio, sostituita da una cupola ottagonale; ebbe luogo infine la costruzione del campanile a fianco dell'abside e la sostituzione di quest'ultimo con un coro quadrato allungato.
La chiesa di San Lorenzo è inclusa nel Catalogo Generale dei Beni Culturali Italiani.

## Descrizione

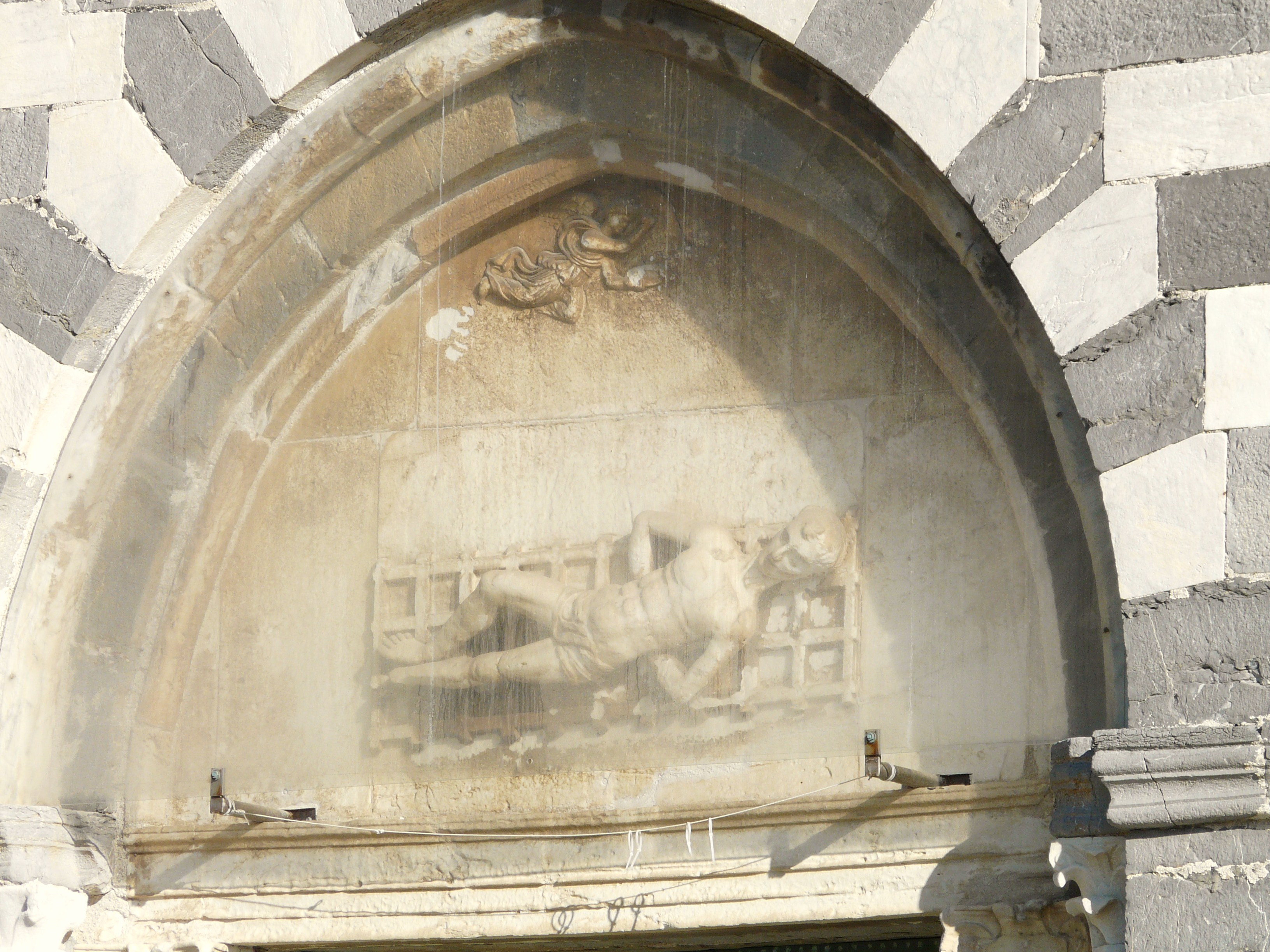
Lunetta del portale con la raffigurazione del martirio di San Lorenzo

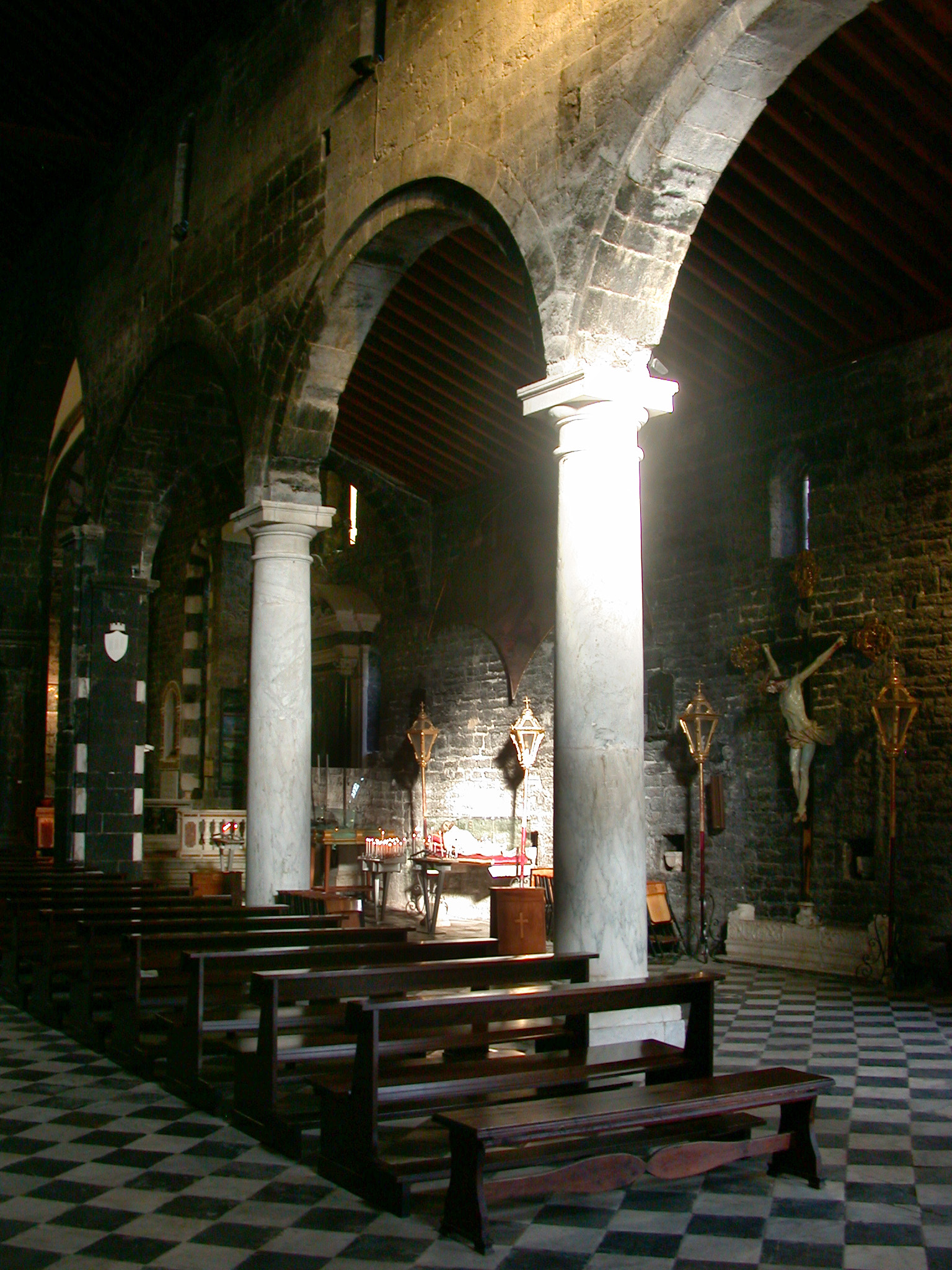
L'interno della chiesa

La chiesa ha un frontone romanico a capanna, ornato alla sommità da una fila di archetti. Mentre le porzioni laterali della facciata sono in pietra, la parte centrale, aggettante rispetto alle laterali, è costituita dal tipico paramento genovese a strisce bianche e nere.
Il portale centrale è ogivale ed è arricchito da una coppia di belle colonnine tortili. Nella lunetta alloggia una scultura che raffigura san Lorenzo a cui un angelo reca la palma del martirio. Più sopra, sono una ricca trifora gotica e una finestra rotonda dalla profonda strombatura. Il portale laterale sinistro è in stile romanico, mentre quello destro è ogivale e nella chiave di volta reca incisa la data 1686.
L’interno è a forma basilicale a tre navate ripartite da colonne in marmo di Carrara che sostengono archi a tutto tondo. Uno dei capitelli reca la data 1582. I poderosi pilastri del presbiterio, più antichi, sono in pietra con capitelli romanici. La nave centrale è sopraelevata al di sopra delle altre e prende luce da una serie di monofore aperte nelle murature laterali emergenti. 
Di raro interesse è il presbiterio sorretto da due imponenti pilastri cruciformi in pietra nera locale dotati di capitelli cubici.
Sulla sinistra è un pulpito in marmo scolpito con le figure dei Santi Pietro, Paolo, Venerio e Pacomio. L'altare è in stile barocco. Pregevoli sono anche il fonte battesimale e l'acquasantiera ricavata nel marmo di un ambone medievale. La copertura della chiesa è sostenuta da semplici capriate in legno.
Su una parete della navata è applicata una lastra tombale quattrocentesca. Nella cappella a sinistra del presbiterio è la lapide tombale del corsaro portovenerese Giuseppe Graffigna detto il Cardinalino (secolo XVI-XVII), morto al servizio della flotta pontificia e qui tumulato nel 1620 dall'ammiraglio Francesco Centurione.
Sulla parete della navata sinistra è esposta la trave in cedro del Libano giunta nel 1204 a Portovenere in circostanze avventurose e che conteneva il tesoro di molte importanti reliquie.
Nella cappella al fondo della navata destra, al centro di un'ancóna dello scultore Mino da Fiesole, è conservato il quadro miracoloso, dipinto su pergamena, che ritrae la Vergine Maria, denominata Madonna Bianca per il chiarore della pelle. Il dipinto, la cui storia è sintetizzata in un manoscritto del 1612, raffigura Maria in trono con il Bambino Gesù che regge un rotolo di carta con la scritta Madre, quel che te piace mi contenta pur chel peccator dal mar far si penta. Nel quadro sono inoltre raffigurati due santi, il primo identificabile in san Cristoforo mentre il secondo - aggiunto in seguito - è ancora oggi sconosciuto. Dopo un recente ed accurato restauro si è potuto accertare che il dipinto risale al XIV secolo e che solo in seguito è stato colorato a tempera.
Nella chiesa sono anche conservati oggetti ed arredi del XIV e XVI secolo e opere pittoriche come il trittico del Crocifisso che raffigura la Vergine Maria con san Giovanni ai piedi della croce di Gesù e il polittico di san Martino.
La chiesa custodisce anche due storiche polene che decoravano le galee di Portovenere che combatterono rispettivamente alle battaglie della Meloria (1284) e di Lepanto (1571).

## La Madonna Bianca
Il culto della Madonna Bianca, patrona di Portovenere, è legato all'evento miracoloso che, secondo la tradizione, si verificò nel borgo marinaro portovenerese colpito dalla peste nel 1399, durante l'occupazione francese.
Nella notte tra il 16 e il 17 agosto, un paesano di nome Lucciardo, davanti a un'immagine raffigurante la Vergine Maria, invocò la liberazione dalla malattia. Improvvisamente, i colori del quadro s'illuminarono splendendo. Per l'evento miracoloso della fine della pestilenza attribuito alla Madonna, il dipinto fu collocato nella vicina chiesa di San Lorenzo, dando inizio alla devozione dei fedeli verso l'immagine e verso la Madonna Bianca, patrona della comunità, intitolazione legata al chiarore della pelle raffigurato nel dipinto.
Ogni anno, alla sera del 17 agosto, in occasione della festa patronale di Portovenere celebrata e dedicata alla Madonna Bianca, per le vie del borgo si svolge una suggestiva fiaccolata processionale.
Una lapide su una parete della cappella dell'immagine è posta a ringraziamento di Portovenere alla sua Patrona, per la protezione durante la II guerra mondiale.

## La trave delle reliquie
La trave, in legno di cedro del Libano, è lunga più di tre metri e presenta una cavità lunga un metro e mezzo e profonda circa trenta centimetri. La trave conteneva dei reliquiari e quattro cofanetti istoriati secondo schemi decorativi propri dell'arte persiana dell'XI secolo. Gli oggetti preziosi erano stivati nella sua cavità, chiusa da una tavola inchiodata e sigillata di pece.
Questa trave fu trovata in mare nel 1204 (era l'anno della Quarta crociata e del saccheggio di Costantinopoli) da alcuni pescatori di Portovenere che la portarono a terra e ne scoprirono il contenuto.
Secondo la tradizione orale poi riportata in una relazione scritta del 1665, la trave faceva parte del carico di una nave fuggita da Cesarea al momento della conquista musulmana e, per salvarsi da una grave tempesta, l'equipaggio la gettò in mare per alleggerire lo scafo. Un altro documento storico riporta la notizia che, nello stesso anno, sei galee genovesi, una delle quali era di Portovenere, spogliarono una nave che proveniva da Costantinopoli (forse proprio dal saccheggio della città) ed era carica di molte ricchezze e reliquie: la trave costituiva la parte di bottino che spettò alla galea portovenerese.
Quanto pervenuto in questa occasione a Portovenere fu unito alle altre reliquie e agli oggetti preziosi già in precedenza custoditi nella chiesa di San Lorenzo. Nel 1644 il cardinale Stefano Durazzo ne stilò l'elenco completo: tra esse erano il corpo di san Pacomio abate, tre croci d’oro d'orificeria bizantina appartenute a Costantino, un frammento della croce di Cristo, un gran numero di vasetti d'argento contenenti preziose reliquie e teche d'avorio con reliquie di santi e martiri. 
Nel 1878 e nel 1914 due furti sacrileghi sottrassero gran parte degli oggetti preziosi.

## Galleria d'immagini

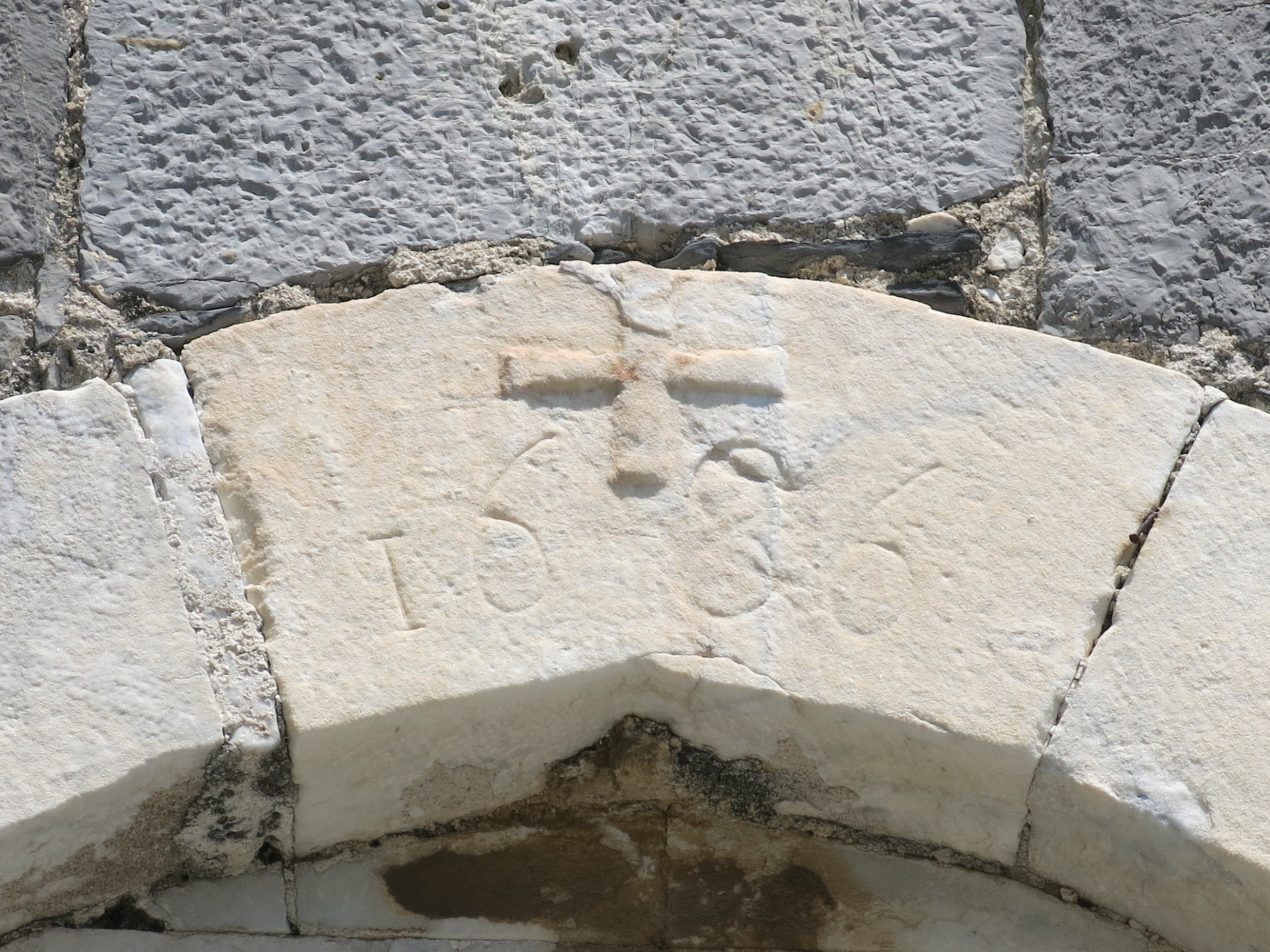
Chiave di volta
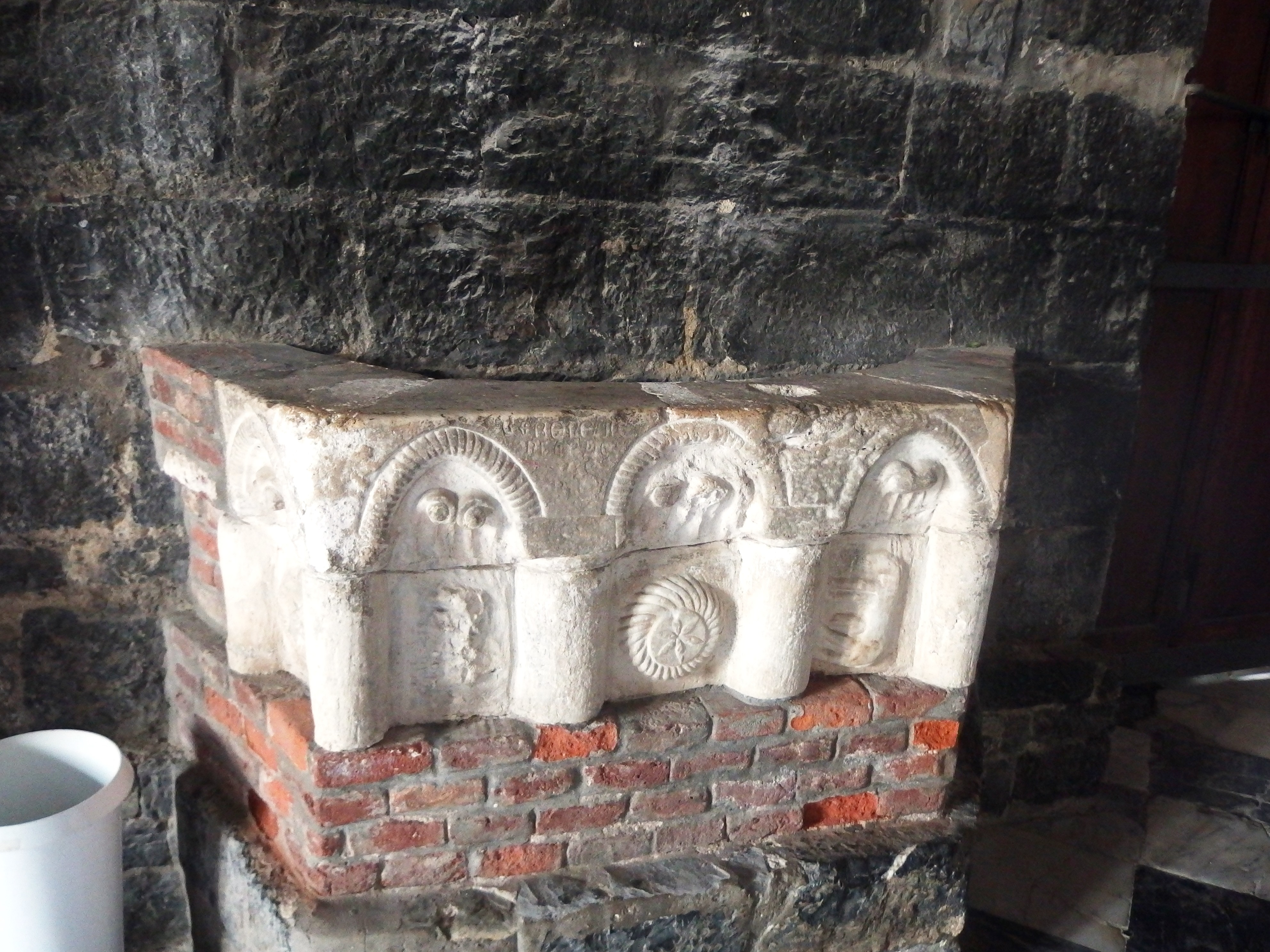
Acquasantiera
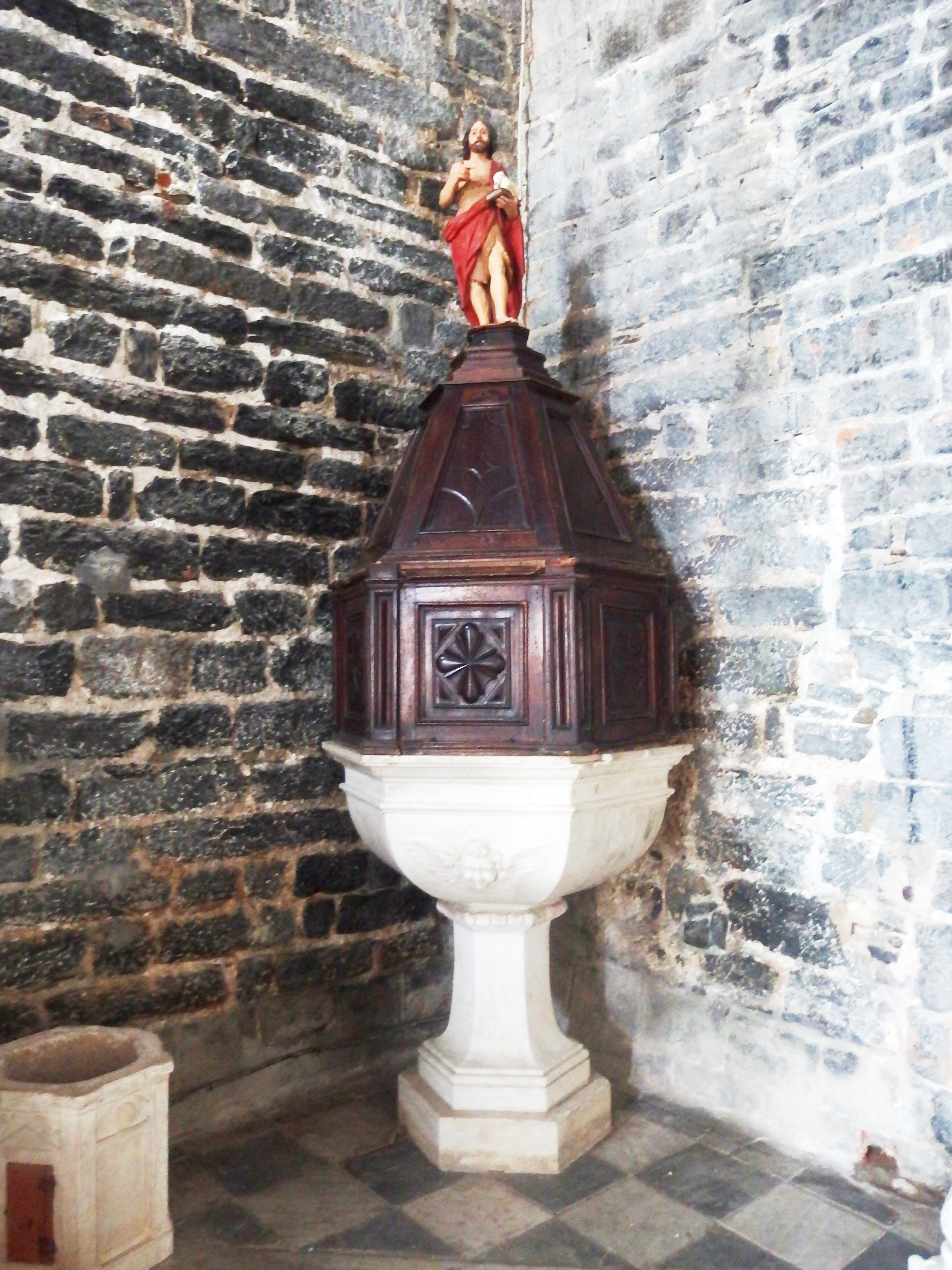
Fonte battesimale
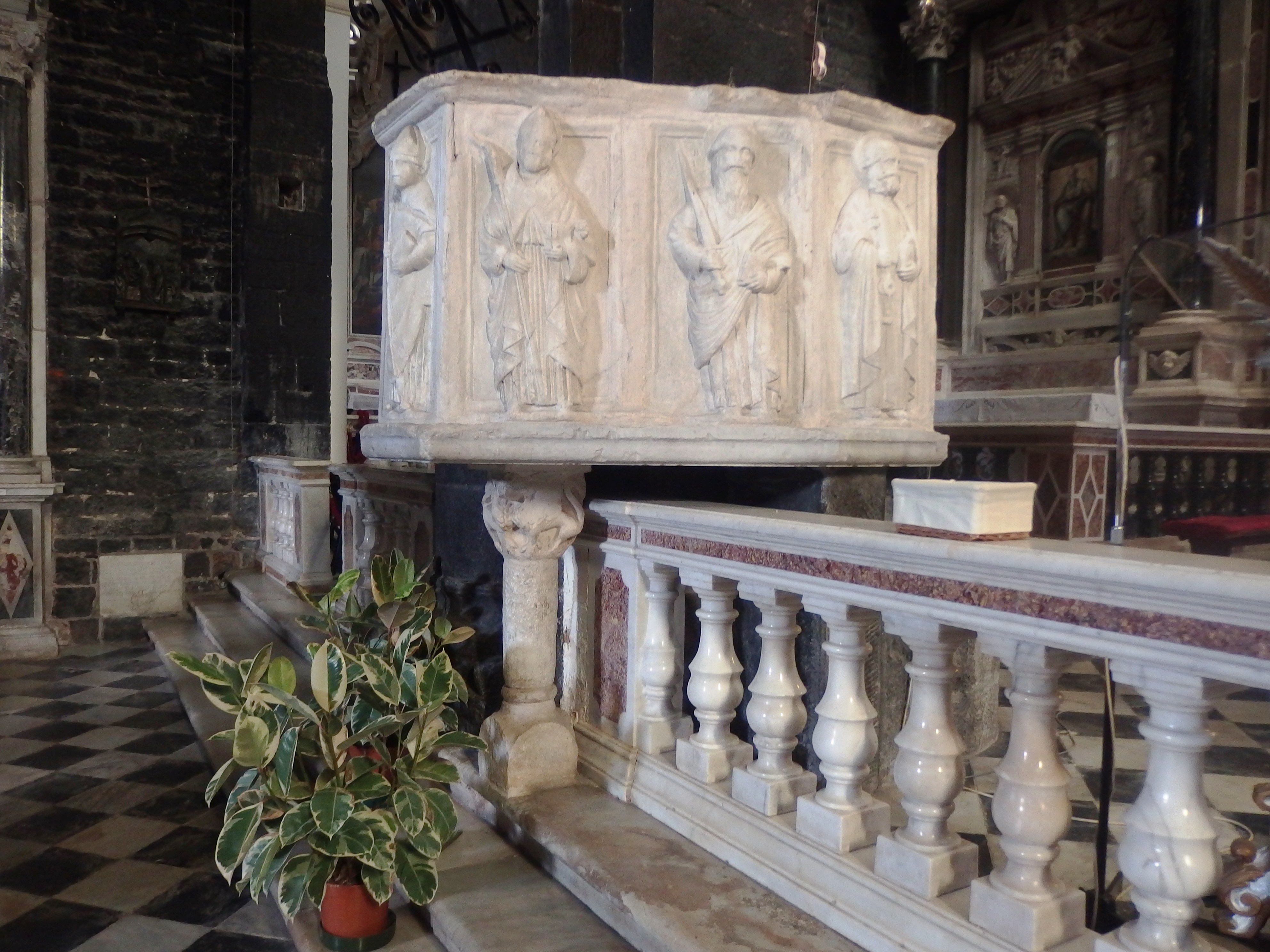
Pulpito
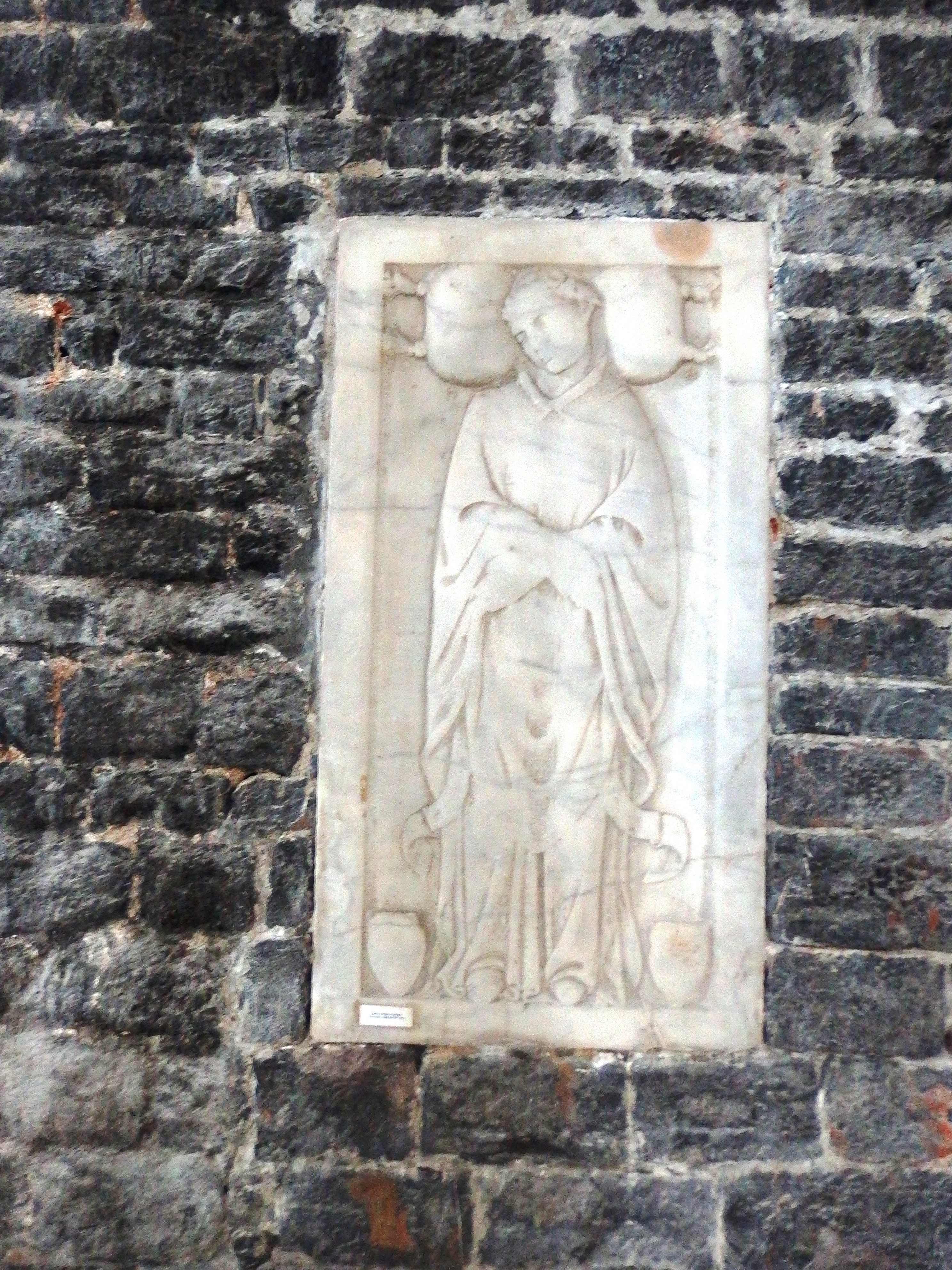
Lastra tombale
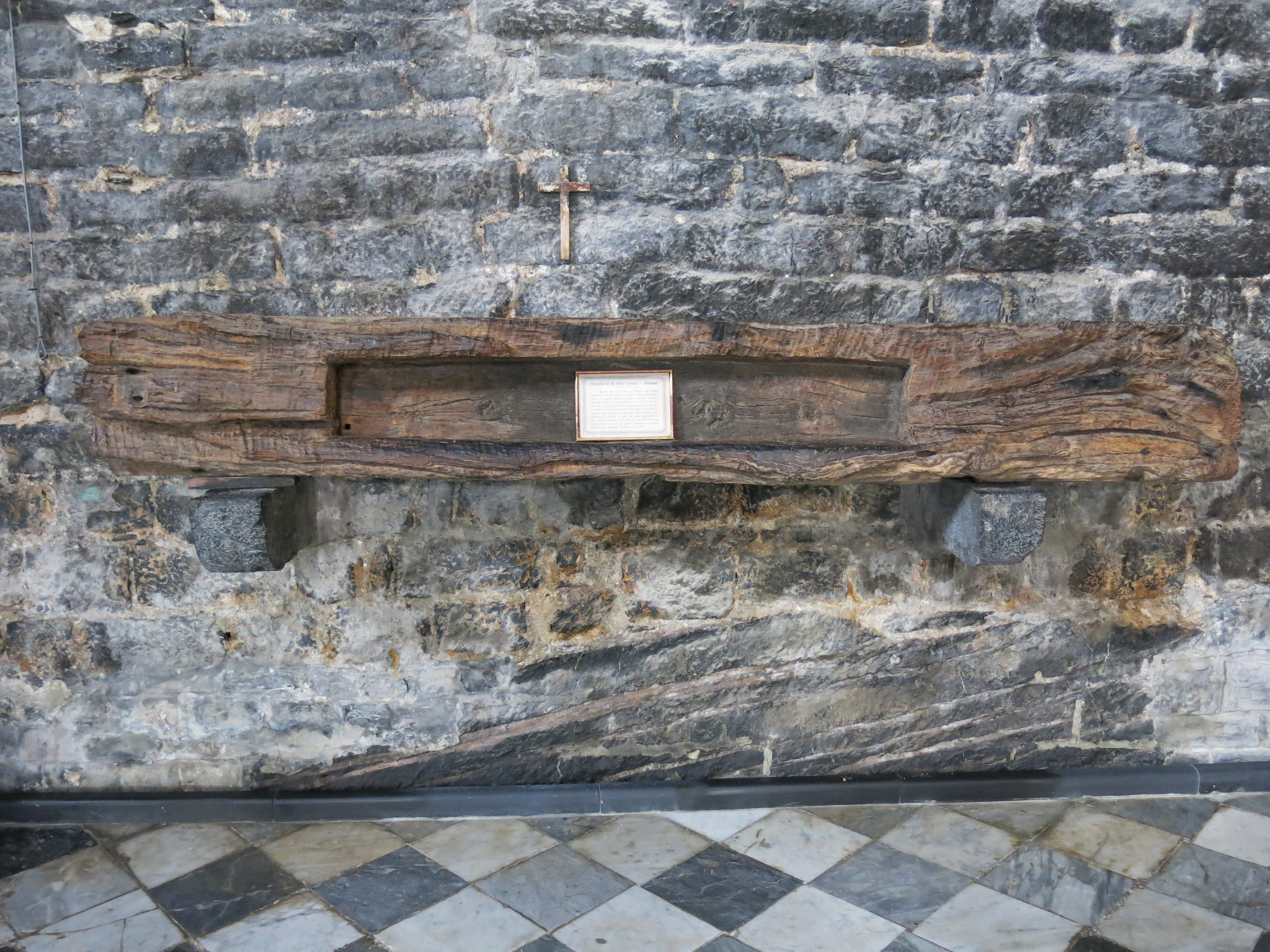
La trave delle reliquie
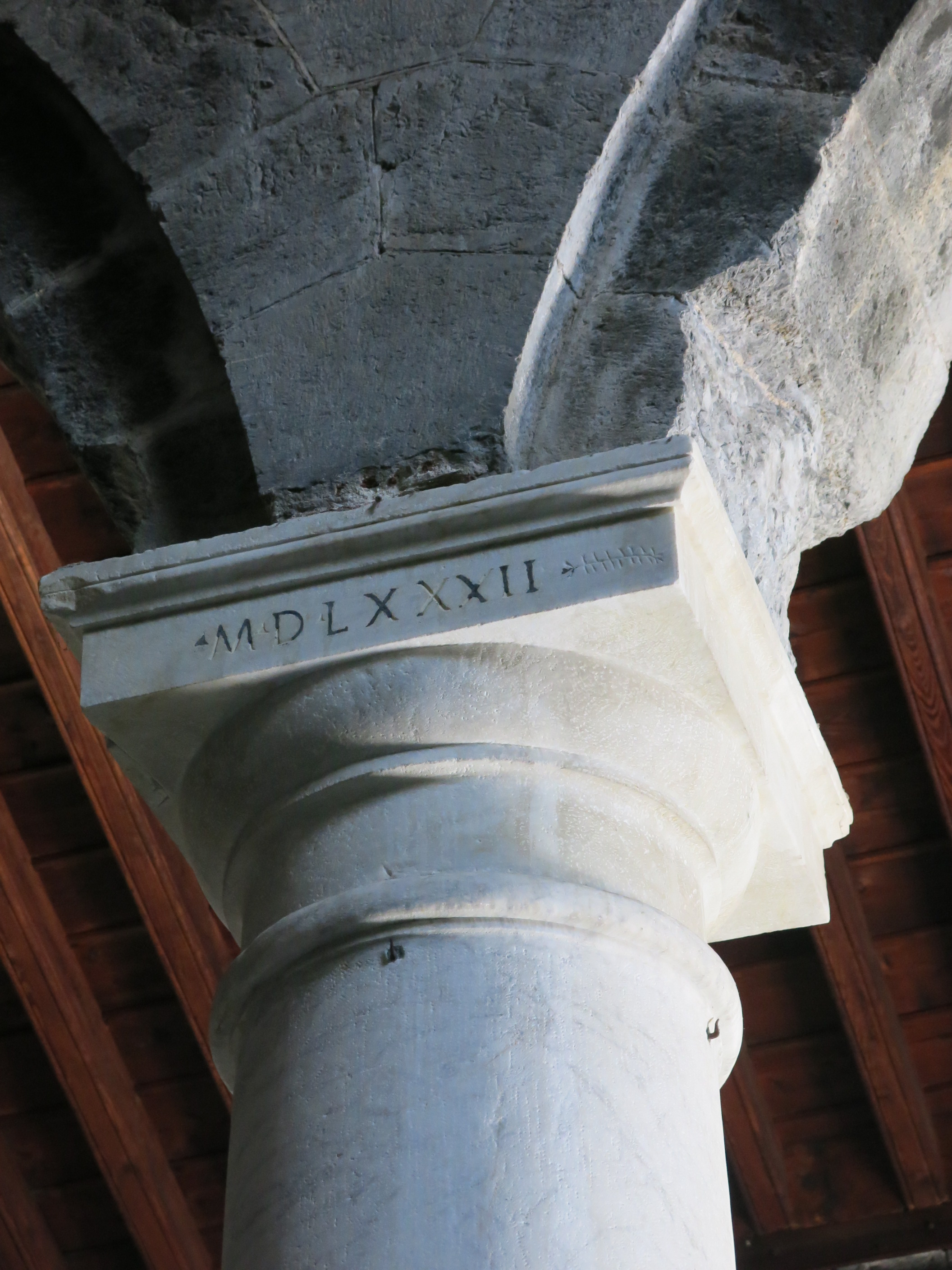
1582 restauro